# 城巴4號線
城巴4號線是香港城巴的一條香港島巴士路線，於星期一至五早上循環來往華富（南）及中環；其餘時間則以雙邊總站運作，來往黃竹坑及中環（交易廣場）。
城巴4X線是4號線的特別路線，來往華富邨及中環，為一條循環線，往中環方向改經山道天橋，並繞經中環碼頭。

## 簡介及歷史
該線是港島區歷史最悠久的巴士路線之一，於1933年6月開辦，來往皇家碼頭及大學堂，途經上環及西營盤。1935年改為逆時針循環線，先經上環及西營盤前往大學堂，然後經般咸道及堅道返回中環。1937年6月14日取消此安排，本線並延長至瑪麗醫院。該線在第二次世界大戰期間停駛，直到1946年4月16日才重投服務。
由於本線所服務的地區都是郊區，因此本線於戰後都沒有甚麼大改動，只是在六七暴動時停駛過一段時間。
1968年10月3日，本線延長至華富邨。此舉動對本線的影響極為深遠。最初中巴以華富邨人口不足以開辦一條新巴士線為由，只把本線延長至該處作罷。但隨著居民數量不斷上升，本線開始不勝負荷，不斷加密班次，並改派雙層巴士行走。但因西營盤塞車情況嚴重，影響行車班次，故增設了途經半山區的特別車。該特別車即今天的40線。
此後，本線一直為華富邨居民提供往市區的服務，客量一直維持高水平，直至1990年代，華富邨人口開始老化，通勤需求減少，客量開始下跌。隨着中巴開辦了西區海底隧道路線970，搶去了乘搭本線轉車往九龍的乘客，營運情況開始轉壞。不過，行駛本線的都是非空調巴士，車費較便宜，仍吸引相當薄扶林道沿線的乘客乘坐。
1998年9月1日，中巴專營權結束，由新巴接辦本線。新巴於1999年開始派出空調巴士行駛本線，但因承襲了以往中巴的收費階，故空調巴士的收費較競爭對手城巴高，本線及其他新巴薄扶林道線的競爭力進一步下跌，客量和班次也減少了很多。
此外，本線往中環需途經西營盤，行車時間較長。當中巴仍在營運本線時，曾開辦一條全空調巴士服務的504線，經山道天橋直達中環及灣仔。但504線服務時間有限，加上車費較高，故對本線影響不大。新巴接辦後把504線改成首代4X線，又在2001年把4X及另一條43線合併成46X線。其時本線跟46X線的車資相同，加上46X線是提供每日服務，本線的行車時間較46X線長，客量也進一步流失。
新巴母公司周大福收購城巴後，於各區進行路線重組，以善用資源。2004年12月19日，薄扶林道線進行重組，本線改為循環線，不再途經中環碼頭，收費減至$5（原本為$6.1），特快往中環的服務由M49線代替。2008年3月17日，特快往中環的服務改由第2代4X線提供。本線的客量已經穩定下來，由於華富邨往返西營盤仍有一定需求，預料本線的客量將不會有太大的改變。
另外，本線改為循環線後不再途經中環碼頭，替代本線服務中環碼頭的4X於假日停開。華富邨的居民於假日便失去了直達中環碼頭的服務、並需要改乘城巴往瑪麗醫院轉乘往中環碼頭的巴士路線。這種安排引起居民不滿，因此在區議員爭取下，由2009年10月18日起，本線在假日早上至黃昏之班次改經民光街、民耀街及交易廣場，方便華富邨居民於假日無需轉車便可直達中環碼頭。
2015年5月17日起，配合港鐵西港島綫通車而作出的巴士路線重組計劃，本線逢星期一至六（公眾假期除外）上午繁忙時間新增三班由田灣開出的特別班次，特別班次全程收費為$5.9（常規班次班次收費維持不變）。同月28日起因田灣街交通阻塞而所有特別班次提早5分鐘開出。
2017年12月15日：增設實時抵站時間查詢服務。
2021年10月11日：為配合城巴71線大幅縮減至星期一至五早上繁忙時間服務，4號線除星期一至五早上繁忙時間外，其餘時間改為來往黃竹坑與中環（交易廣場），亦不再以循環線運作。
2023年7月1日：因應城巴新巴專營權合併，本線改由城巴經營。

## 服務時間及班次
4常規班次
| 黃竹坑／華富（南）開 | 黃竹坑／華富（南）開 | 黃竹坑／華富（南）開 | 黃竹坑／華富（南）開 | 中環開            | 中環開        | 中環開       | 中環開   | 中環開 |
| 日期                 | 服務時間             | 班次（分鐘）         | 終點站               | 日期              | 服務時間      | 班次（分鐘） | 起點站   |        |
| -------------------- | -------------------- | -------------------- | -------------------- | ----------------- | ------------- | ------------ | -------- | ------ |
| 星期一至五           | 05:30-09:50          | 20                   | 干諾道中             | 星期一至五        | 約05:55-10:15 | 20           | 干諾道中 |        |
| 星期一至五           | 09:58-16:58          | 20                   | 交易廣場             | 星期一至五        | 10:35-17:55   | 20           | 交易廣場 |        |
| 星期一至五           | 16:58-20:18          | 25                   | 交易廣場             | 星期一至五        | 17:55-20:50   | 25           | 交易廣場 |        |
| 星期一至五           | 20:18-23:38          | 20                   | 交易廣場             | 星期一至五        | 21:10、21:25  | 21:10、21:25 | 交易廣場 |        |
|                      |                      |                      |                      | 星期一至五        | 21:40-00:40   | 20           | 交易廣場 |        |
| 星期六               | 05:18-23:38          | 20                   | 交易廣場             | 星期六            | 06:00-10:00   | 20           | 交易廣場 |        |
|                      |                      |                      | 交易廣場             | 星期六            | 10:15         |              | 交易廣場 |        |
| 10:35-21:15          | 20                   |                      | 交易廣場             | 星期六            |               |              | 交易廣場 |        |
| 21:15-22:00          | 15                   |                      | 交易廣場             | 星期六            |               |              | 交易廣場 |        |
| 22:00-00:40          | 20                   |                      | 交易廣場             | 星期六            |               |              | 交易廣場 |        |
| 星期日及 公眾假期    | 05:18-10:58          | 20                   | 交易廣場             | 星期日及 公眾假期 | 06:00-12:00   | 20           | 交易廣場 |        |
| 星期日及 公眾假期    | 10:58-18:58          | 15                   | 交易廣場             | 星期日及 公眾假期 | 12:00-20:00   | 15           | 交易廣場 |        |
| 星期日及 公眾假期    | 18:58-23:38          | 20                   | 交易廣場             | 星期日及 公眾假期 | 20:00-00:40   | 20           | 交易廣場 |        |

4特別班次
- 田灣邨開：
  - 星期一至六：07:15、07:35、07:55

4X
| 華富（南）開 | 華富（南）開 | 華富（南）開 |
| 日期         | 服務時間     | 班次（分鐘） |
| ------------ | ------------ | ------------ |
| 星期一至五   | 07:00-07:40  | 20           |
| 星期一至五   | 07:40-08:10  | 10           |
| 星期一至五   | 08:10-08:40  | 15           |
| 星期一至五   | 09:00-10:00  | 15           |
| 星期一至五   | 10:00-20:20  | 20           |
| 星期六       | 07:00-08:00  | 20           |
| 星期六       | 08:00-08:45  | 15           |
| 星期六       | 09:00-20:20  | 20           |

4X線及4號線特別班次逢星期日及公眾假期不設服務

## 收費
4(X)
全程：$6.7（常規班次及4X）／$7.1（特別班次）
- 華富（南）往中環：$6.7（祇適用於特別班次）
- 瑪麗醫院往中環：$5.5
- 德輔道西往中環：$4.5（祇適用於4號線）
- 瑪麗醫院往黃竹坑[1]：$5.2
- 興和街往黃竹坑：$3.9

| - 本線設有12歲以下小童及65歲或以上長者半價優惠。 - 65歲或以上香港居民使用「樂悠咭」，以及12歲以下合資格殘疾兒童使用「殘疾人士身份」個人八達通繳付車資，均可享有每程$2.0或半價（以較低者為準）的票價優惠；12至64歲合資格殘疾人士使用「殘疾人士身份」個人八達通（包括「樂悠咭」），以及60至64歲香港居民使用「樂悠咭」繳付車資，均可享有每程$2.0或全費（以較低者為準）的票價優惠。 - 65歲或以上長者如使用長者或一般個人八達通繳付車資，則只可享有半價優惠；12至64歲合資格殘疾人士如不使用「殘疾人士身份」個人八達通，以及60至64歲人士如不使用「樂悠咭」繳付車資，必須繳付全費。 - 乘客可以現金或八達通於上車時付款，不設找續。 - 每位成人乘客可免費攜帶最多兩名4歲以下而不佔座位的兒童乘客乘車，超額之4歲以下小童必須繳付小童車費乘車。 - 九龍巴士、城巴及龍運巴士全職員工及家屬（不包括外判職員）可免費乘搭本路線，惟必須拍職員或職員家屬八達通。 - 乘客亦可使用AlipayHK「易乘碼」、支付寶、 WeChatHK／微信支付「搭車碼」、銀聯雲閃付「乘車碼」及BOC Pay「乘車碼」、具有感應式支付功能的VISA、Mastercard及銀聯卡，以及Apple Pay、Google Pay及Samsung Pay流動支付平台繳付車資。使用此支付方式的乘客可享有中途下車之分段收費，以及與其他城巴獨營路線或聯營線城巴班次之轉乘優惠，惟不適用於與非城巴路線之轉乘優惠。使用此支付方式的乘客亦不能享有「公共交通費用補貼計劃」及「長者及合資格殘疾人士公共交通票價優惠計劃」。 |

註：往中環方向：
1. 於星期一至五（公眾假期除外）上午繁忙時間乘搭4號線由華富邨至修打蘭街站登車的乘客，若需繼續前往中環中心或之後往華富邨方向的巴士站，需於恒生銀行總行站重新繳付車資。
2. 乘搭4X線由華富邨至山道站登車的乘客，若需繼續前往恒生銀行總行或之後往華富邨方向的巴士站，需於砵典乍街站重新繳付車資。

### 八達通轉乘優惠
乘客登上4(X)線後指定時間內以同一張八達通卡轉乘以下路線，或從以下路線登車後指定時間內以同一張八達通卡轉乘4/4X線，次程可獲車資折扣優惠：
4(X)←→東區及半山路線，次程可獲$1折扣優惠，轉乘時限為90分鐘
- 4(X)往中環 → 18(P)往堅尼地城，祇適用於第二街前登車的乘客
- 4(X)往中環 → 18(P)往北角，祇適用於第二街前登車的乘客
- 18(P)往堅尼地城 → 4(X)往華富
- 4(X)往中環 → 23往北角碼頭
- 23往蒲飛路 → 4(X)往華富
- 4(X)往中環 → 720(P)或722往東區，祇適用於第二街前登車的乘客
- 720(P)或722往中環 → 4/4X往華富

4(X)←→30X、91，必須於瑪麗醫院轉乘
- 4往華富 → 30X往數碼港，次程可獲$3.9折扣優惠，轉乘時限為60分鐘
- 30X往金鐘 → 4往中環，次程車資全免，轉乘時限為60分鐘
- 4(X)往中環 → 91往中環碼頭，次程可獲$3.9折扣優惠，轉乘時限為90分鐘
- 91往鴨脷洲邨 → 4(X)往華富，次程車資全免，轉乘時限為90分鐘

4(X)←→A10，必須於瑪麗醫院轉乘
- 4(X)往中環 → A10往機場，回贈首程車資，轉乘時限為90分鐘
- A10往鴨脷洲 → 4(X)往華富，次程車資全免，轉乘時限為120分鐘

## 使用車輛
現時4號線及4X線主要使用亞歷山大丹尼士Enviro 50011.3米（4000-4039）、12米（55**-58**）行走。11.3米的富豪B9TL（4500-4529）間中亦會行走4、4X線。

## 行車路線
4
華富（南）（星期一至五0530－0950）開經：（田灣街、田灣山道、田灣山道天橋、田灣海旁道、華貴邨巴士總站、田灣海旁道、石排灣道、華富道、華富（南）巴士總站）、華富道、薄扶林道、第二街、水街、德輔道西、干諾道西、干諾道中、民吉街、中環（林士街）巴士總站、民吉街、干諾道中（東行）、支路、干諾道中（西行）、租庇利街、皇后大道中、皇后大道西、薄扶林道及華富道。
括號內之街道祇限田灣邨開出班次駛經。
黃竹坑開經：南朗山道、黃竹坑道、香港仔海旁道、石排灣道、華富道、華富（南）巴士總站、華富道、薄扶林道、第二街、水街、德輔道西、干諾道西、干諾道中、民吉街@、中環（林士街）巴士總站@、民吉街@、干諾道中@、康樂廣場@、民光街、民耀街及港景街。
星期日及公眾假期的班次，將改經斜體字之路段，不經@之路段。
中環（交易廣場）開經：干諾道中（東行）、支路、干諾道中（西行）、租庇利街、皇后大道中、皇后大道西、薄扶林道、華富道、華富（南）巴士總站、華富道、石排灣道、香港仔大道、黃竹坑道及南朗山道。
4X
經：華富道、薄扶林道、山道天橋、干諾道西、干諾道中、民光街、民耀街、港景街、中環（交易廣場）巴士總站、干諾道中（東行）、支路、干諾道中（西行）、租庇利街、皇后大道中、皇后大道西（林士街天橋、干諾道西、西邊街）、薄扶林道及華富道。
07:00-08:40由華富（南）開出的班次，將改經括號內之路段，不經租庇利街、皇后大道中及皇后大道西。

### 沿線車站
4
| 黃竹坑／華富（南）開 | 黃竹坑／華富（南）開           | 黃竹坑／華富（南）開     | 中環開 | 中環開                         | 中環開                   |
| 序號                 | 車站名稱                       | 位置                     | 序號   | 車站名稱                       | 位置                     |
| -------------------- | ------------------------------ | ------------------------ | ------ | ------------------------------ | ------------------------ |
| 1#                   | 黃竹坑（南朗山）               | 黃竹坑巴士總站           | 1#     | 中環（交易廣場）               | 中環（交易廣場）巴士總站 |
| 2#                   | 南朗山道熟食市場               | 南朗山道                 | ^      | 砵典乍街                       | 干諾道中                 |
| 3#                   | 南朗山道                       | 黃竹坑道                 | 2      | 恒生銀行總行                   | 干諾道中                 |
| 4#                   | 勝利工廠大廈                   | 黃竹坑道                 | 3      | 中環中心                       | 皇后大道中               |
| 5#                   | 逸港居                         | 香港仔海傍道             | 4      | 荷李活華庭                     | 皇后大道中               |
| 6#                   | 香港仔海濱公園                 | 香港仔海傍道             | 5      | 上環文娛中心                   | 皇后大道中               |
| 7#                   | 香港仔魚類批發市場             | 香港仔海傍道             | 6      | 帝后華庭                       |                          |
| 8#                   | 田灣街                         | 香港仔海傍道             | 7      | 修打蘭街                       |                          |
| @                    | 田灣邨                         | 田灣邨公共運輸交匯處     | 8      | 正街                           |                          |
| @                    | 耀中幼教學院                   | 田灣山道                 | 9      | 西邊街                         |                          |
| @                    | 華貴邨                         | 華貴邨巴士總站           | 10     | 李陞小學                       | 薄扶林道                 |
| @                    | 牛奶公司冰廠及冷房             | 田灣海旁道               | 11     | 香港大學西閘                   | 薄扶林道                 |
| 9                    | 華富（南）                     | 華富（南）巴士總站       | 12     | 何東夫人堂                     | 薄扶林道                 |
| 10                   | 華富邨華安樓                   | 華富道                   | 13     | 蒲飛路                         | 薄扶林道                 |
| 11                   | 余振強紀念第二中學             | 薄扶林道                 | 14     | 薄扶林道遊樂場                 | 薄扶林道                 |
| 12                   | 薄扶林村                       | 薄扶林道                 | 15     | 香港華人基督教聯會薄扶林道墳場 | 薄扶林道                 |
| 13                   | 薄扶林水塘道                   | 薄扶林道                 | 16     | 瑪麗醫院                       | 薄扶林道                 |
| 14                   | 嘉林閣                         | 薄扶林道                 | 17     | 心光學校                       | 薄扶林道                 |
| 15                   | 心光學校                       | 薄扶林道                 | 18     | 明德村                         | 薄扶林道                 |
| 16                   | 瑪麗醫院                       | 薄扶林道                 | 19     | 薄扶林水塘道                   | 薄扶林道                 |
| 17                   | 香港華人基督教聯會薄扶林道墳場 | 薄扶林道                 | 20     | 薄扶林村                       | 薄扶林道                 |
| 18                   | 摩星嶺道                       | 薄扶林道                 | 21     | 余振強紀念第二中學             | 薄扶林道                 |
| 19                   | 富林苑                         | 薄扶林道                 | 22     | 華富邨華樂樓                   | 華富道                   |
| 20                   | 蒲飛路                         | 薄扶林道                 | 23     | 華富商場                       | 華富道                   |
| 21                   | 何東夫人堂                     | 薄扶林道                 | 24     | 華富（南）                     | 華富（南）巴士總站       |
| 22                   | 香港大學百週年校園             | 薄扶林道                 | 25#    | 華富邨華安樓                   | 華富道                   |
| 23                   | 聖士提反堂中學                 | 薄扶林道                 | 26#    | 興和街                         | 石排灣道                 |
| 24                   | 第二街                         | 第二街                   | 27#    | 聖伯多祿堂                     | 香港仔大道               |
| 25                   | 西區警署                       | 德輔道西                 | 28#    | 漁暉道                         | 香港仔大道               |
| 26                   | 正街                           | 德輔道西                 | 29#    | 業漁大廈                       | 香港仔大道               |
| 27                   | 東邊街                         | 德輔道西                 | 30#    | 甄沾記大廈                     | 黃竹坑道                 |
| 28                   | 修打蘭街                       | 德輔道西                 | 31#    | 南朗山道熟食市場               | 南朗山道                 |
| 29                   | 港澳碼頭                       | 干諾道中                 | 32#    | 黃竹坑（南朗山）               | 黃竹坑巴士總站           |
| 30*                  | 中環（林士街）                 | 中環（林士街）巴士總站   |        |                                |                          |
| ^                    | 中區政府碼頭                   | 民光街                   |        |                                |                          |
| ^                    | 中環3號碼頭                    | 民光街                   |        |                                |                          |
| ^                    | 中環5號碼頭                    | 民光街                   |        |                                |                          |
| ^                    | 國際金融中心二期               | 民耀街                   |        |                                |                          |
| 31#                  | 中環（交易廣場）               | 中環（交易廣場）巴士總站 |        |                                |                          |

- 註

1. 有 * 號之車站祇限星期一至六停靠
2. 有 ^ 號之車站祇限星期日及公眾假期停靠
3. 有 @ 號之車站祇限田灣邨特別班次停靠

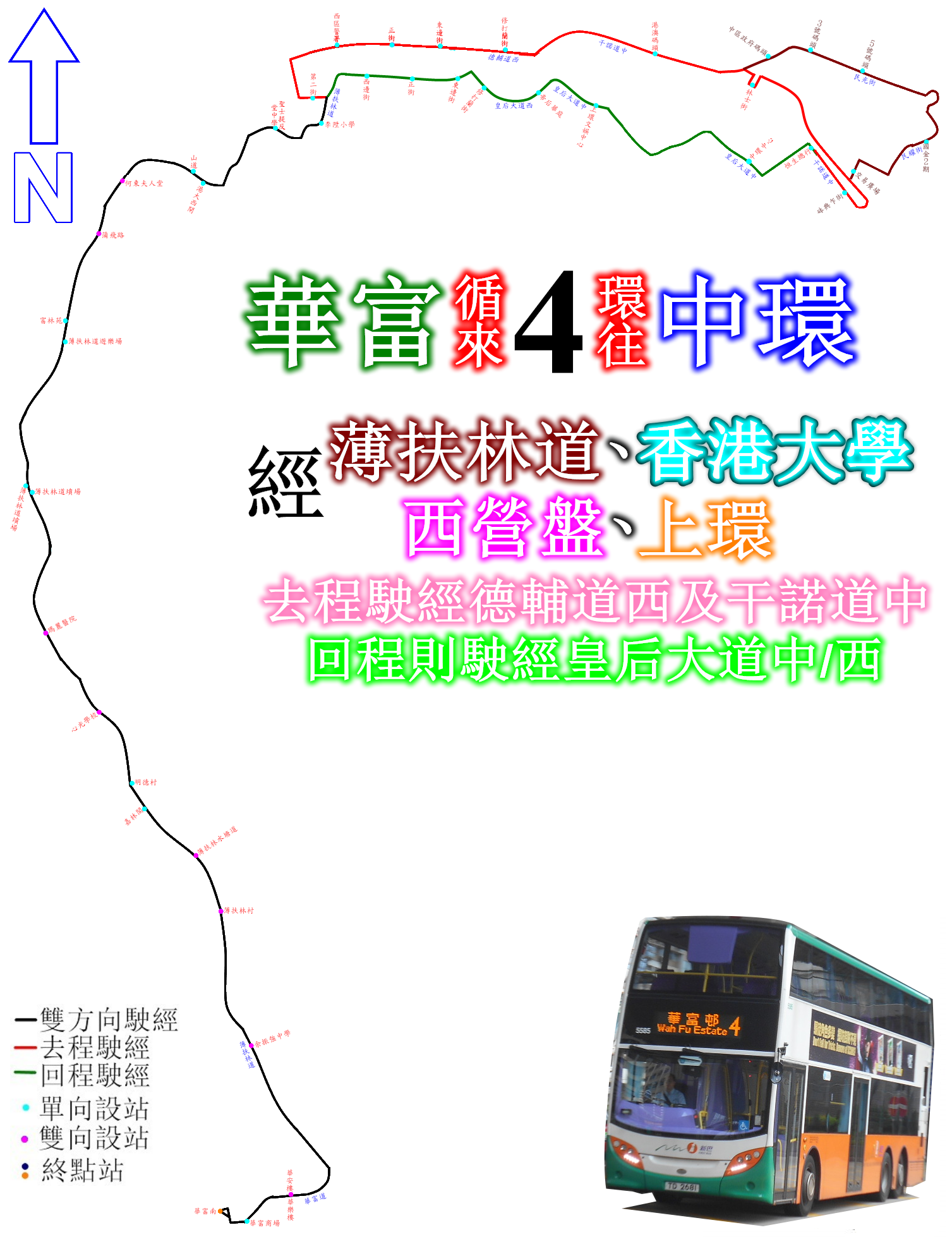
4路線的走線圖

4. 星期一至五0530－0950由華富（南）開出的班次，不停靠有 # 號之車站

4X
| 華富（南）開 | 華富（南）開                   | 華富（南）開             |
| 序號         | 車站名稱                       | 位置                     |
| ------------ | ------------------------------ | ------------------------ |
| 1            | 華富（南）                     | 華富（南）巴士總站       |
| 2            | 華富邨華安樓                   | 華富道                   |
| 3            | 余振強紀念第二中學             | 薄扶林道                 |
| 4            | 薄扶林村                       | 薄扶林道                 |
| 5            | 薄扶林水塘道                   | 薄扶林道                 |
| 6            | 嘉林閣                         | 薄扶林道                 |
| 7            | 心光學校                       | 薄扶林道                 |
| 8            | 瑪麗醫院                       | 薄扶林道                 |
| 9            | 香港華人基督教聯會薄扶林道墳場 | 薄扶林道                 |
| 10           | 摩星嶺道                       | 薄扶林道                 |
| 11           | 富林苑                         | 薄扶林道                 |
| 12           | 蒲飛路                         | 薄扶林道                 |
| 13           | 何東夫人堂                     | 薄扶林道                 |
| 14           | 香港大學百週年校園             | 薄扶林道                 |
| 15           | 中山紀念公園                   | 干諾道西                 |
| 16           | 港澳碼頭                       | 干諾道中                 |
| 17           | 中區政府碼頭                   | 民光街                   |
| 18           | 中環3號碼頭                    | 民光街                   |
| 19           | 中環5號碼頭                    | 民光街                   |
| 20           | 國際金融中心二期               | 民耀街                   |
| 21           | 中環（交易廣場）               | 中環（交易廣場）巴士總站 |
| 22           | 砵典乍街                       | 干諾道中                 |
| 23*          | 恒生銀行總行                   | 干諾道中                 |
| 24*          | 中環中心                       | 皇后大道中               |
| 25*          | 荷李活華庭                     | 皇后大道中               |
| 26*          | 上環文娛中心                   | 皇后大道中               |
| 27*          | 帝后華庭                       | 皇后大道西               |
| 28*          | 修打蘭街                       | 皇后大道西               |
| 29*          | 正街                           | 皇后大道西               |
| 30*          | 西邊街                         | 皇后大道西               |
| ^            | 高樂花園                       | 干諾道西                 |
| 31           | 李陞小學                       | 薄扶林道                 |
| 32           | 香港大學西閘                   | 薄扶林道                 |
| 33           | 何東夫人堂                     | 薄扶林道                 |
| 34           | 蒲飛路                         | 薄扶林道                 |
| 35           | 薄扶林道遊樂場                 | 薄扶林道                 |
| 36           | 香港華人基督教聯會薄扶林道墳場 | 薄扶林道                 |
| 37           | 瑪麗醫院                       | 薄扶林道                 |
| 38           | 心光學校                       | 薄扶林道                 |
| 39           | 明德村                         | 薄扶林道                 |
| 40           | 薄扶林水塘道                   | 薄扶林道                 |
| 41           | 薄扶林村                       | 薄扶林道                 |
| 42           | 余振強紀念第二中學             | 薄扶林道                 |
| 43           | 華富邨華樂樓                   | 華富道                   |
| 44           | 華富商場                       | 華富道                   |
| 45           | 華富邨華清樓                   | 華富道                   |
| 46           | 培英中學                       | 華富道                   |
| 47           | 華富邨華生樓                   | 華富道                   |
| 48           | 華富（南）                     | 華富（南）巴士總站       |

- 註

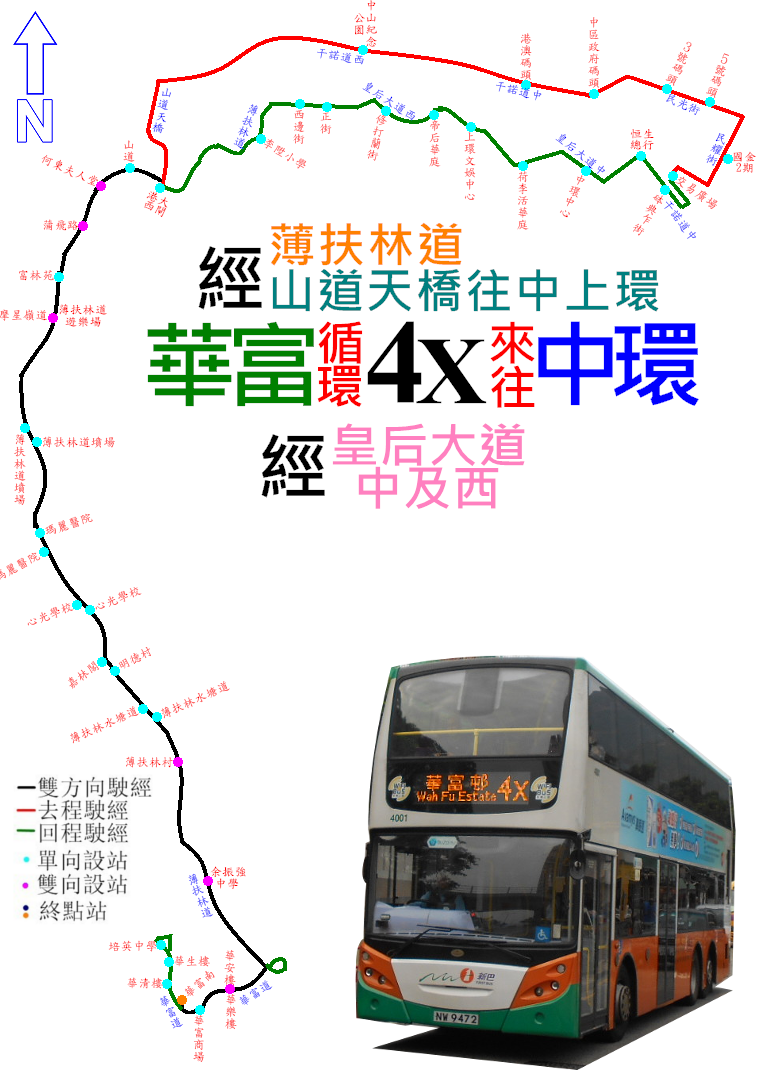
4X線的走線圖

1. 上午特快班次不停有 * 號之車站，並加停有 ^ 號之車站

## 昔日的新巴4X線
第一代4X於1998年9月1日隨中巴專營權結束及新巴入主港島而投入服務，由華富（南）單向往灣仔軒尼詩道（後延長至灣仔碼頭），2001年5月20日起停止服務，由新巴46X線取代，但46X線也已於2015年5月永久停駛。

## 參看
- 城巴40線
- 城巴40M線
- 城巴30X線
- 城巴46X線
- 城巴M49線

## 外部連結
- 681巴士總站 （页面存档备份，存于）
- 681巴士總站 （页面存档备份，存于）
- 城巴4號 新巴/城巴官方網站 （页面存档备份，存于）
- 城巴4X 新巴/城巴官方網站 （页面存档备份，存于）